# Dischloridium laeense
Dischloridium laeense är en svampart som först beskrevs av Matsush., och fick sitt nu gällande namn av B. Sutton 1977. Dischloridium laeense ingår i släktet Dischloridium och familjen Chaetosphaeriaceae.   Inga underarter finns listade i Catalogue of Life.